# Dead Space (móvil)
Dead Space es un videojuego survival horror móvil de 2011 desarrollado por la empresa australiana IronMonkey Studios y publicado por Electronic Arts para iOS, BlackBerry y Android. Un spin-off dentro de la serie Dead Space, el juego se desarrolla después de los eventos del original Dead Space y antes de los eventos de Dead Space 2 y muestra cómo el brote de Necromorph comenzó y se extendió a través de Titan Sprawl. El juego presenta al protagonista Vandal navegando a través de entornos basados en capítulos, luchando contra Necromorphs.
La producción del juego tomó un año.  Si bien un concepto inicial fue para un juego de disparos sobre rieles, el equipo de producción decidió recrear la atmósfera y la jugabilidad de la serie principal dentro de las limitaciones técnicas y de control de la plataforma móvil.  El personal que regresaba de "Dead Space" incluía al escritor de escenarios Antony Johnston y al compositor Jason Graves. Todas las versiones del juego se eliminaron a partir de 2016. El juego recibió críticas positivas de los críticos por su calidad y recreación precisa de la atmósfera de la serie.

## Jugabilidad
La jugabilidad es similar a la del juego Dead Space original, con la mayoría de los cambios centrados en adaptar el juego para jugar con controles pantalla táctil. Los jugadores deslizan sus pulgares a ambos lados de la pantalla para simular el esquema de movimiento análogo dual del original; el movimiento a la izquierda de la pantalla mueve al personaje, el movimiento a la derecha mueve la cámara. Los jugadores inclinan el dispositivo para rotar la alineación del arma. Los jugadores pueden moverse y explorar libremente, interactuar con objetos, recolectar artículos y dinero, y comprar mejoras de la misma manera que en el juego original. Para recargar, el jugador toca el arma y ocasionalmente son necesarios deslizamientos contextuales hacia arriba o hacia abajo. Para disparar, el jugador toca la pantalla para apuntar y vuelve a tocar la pantalla para disparar. Todas las armas se recogen a medida que Vandal avanza a través de diferentes partes de la expansión que van desde la sierra de plasma, que es un arma cuerpo a cuerpo de corto alcance que se usa para rebanar o cortar a los enemigos en las proximidades o durante un ataque de agarre, el cortador de plasma es el primer arma de largo alcance de Vandal adquirida poco después de la sierra de plasma, es la primera arma que permitió a Vandal disparar a los enemigos más lejos de ella, las armas como Line Gun y Ripper se adquieren más adelante en la historia, Vandal recolectará hasta cinco armas a lo largo de todo el juego, solo se agregó un arma a la tienda para su compra con créditos en el juego como DLC que vino con una versión actualizada del juego que trajo gráficos mejorados para los nuevos dispositivos iPhone y iPad.
La versión Xperia Play tiene controles ligeramente diferentes en la medida en que utiliza el panel de juego deslizable, completo con controles de "panel táctil", con los gatillos izquierdo y derecho utilizados para apuntar y disparar respectivamente.

## Sinopsis
El Dead Space móvil tiene lugar en el año 2510, justo antes de los eventos de Dead Space 2.  La acción tiene lugar en Sprawl, una estación espacial construida en los restos de la luna de Saturno Titán en un período en el que la humanidad sobrevivió al borde de la extinción debido al agotamiento de los recursos por la minería de otros.  planetas  El juego móvil sigue a "Vandal", un nuevo converso a la fe unióloga, ya que son enviados a misiones y experimentan las causas detrás del brote inicial de cadáveres mutados reanimados a los que se hace referencia fuera del juego como "Necromorphs", configurando  la apertura de Dead Space 2.
Vandal se dirige a través de un auricular para destruir una serie de cajas de energía, cortando las comunicaciones con ciertas partes de la estación. Después de hacerlo, Vandal es atacado por un grupo de Necromorfos y obligado a huir. Una transmisión de la líder de Uniología, Daina Le Guin, revela que las acciones de Vandal han liberado a los Necromorfos en la estación. Disgustado por ser utilizado, Vandal ayuda al director de Sprawl, Hans Tiedemann, a restablecer la cuarentena y luego promete ayudar a escapar a Tyler Radikov, un contacto de Uniólogo que afirma haber sido engañado por Le Guin. Radikov finalmente engaña a Vandal para que abra todas las puertas del sector público, dejando al Sprawl indefenso, y un furioso Tiedemann exige que Vandal apague el núcleo sobrecalentado del Sprawl. Al encontrar un Necromorfo gigante que atasca el núcleo, Vandal lo derrota, pero resulta herido en el proceso y pierde su casco, revelando que "Vandal" es una mujer llamada Karrie Norton. Al no poder contactar a Tiedmann, Norton deja un registro de audio final y Radikov le informa a Le Guin que el brote de Necromorph fue un éxito.

## Desarrollo y lanzamiento
La producción del juego móvil Dead Space duró un año y fue desarrollado principalmente por IronMonkey Studios, una división del propietario de la franquicia y editor Electronic Arts, con la ayuda del desarrollador de la serie Visceral Games. Jarrad Trudgen actuó como coproductor con Paul Motion y diseñador principal. El personal que regresó fue el guionista Antony Johnston, y el compositor de la serie Jason Graves. En última instancia, el equipo trabajó en estrecha colaboración con Visceral Games para garantizar que la atmósfera y la experiencia fueran lo más cercanas posible a la serie principal, utilizando la biblioteca de sonido del juego original para garantizar que su diseño de sonido fuera preciso. Una parte central de la narrativa fue cómo los unitólogos utilizan Vandal, continuando con el tema recurrente de examinar cómo los cultos y las figuras religiosas corruptas podrían manipular y dañar a las personas a través de su fe. Además de recrear algunos entornos de "Dead Space 2", se crearon nuevas áreas y armas, conservando la "sensación arenosa y vivida" a través de la referencia al diseño artístico de la serie principal.
Durante su desarrollo inicial, Trudgen consideró hacer del juego un rail shooter similar al spin-off de consola Dead Space: Extraction. En última instancia, se decidió apegarse a la jugabilidad de terror de supervivencia de los juegos de consola, aunque esto vino con múltiples desafíos técnicos y problemas con los controles de pantalla táctil. El juego se centró en el combate sobre los acertijos, con regeneración de salud y múltiples niveles de dificultad incorporados para hacer que el juego fuera más accesible para los jugadores ocasionales. El desmembramiento estratégico, un elemento recurrente de la serie, fue una de las características conservadas a pesar de las dificultades con el renderizado del motor de física de extremidades cortadas. Al crear los elementos de terror, el equipo diseñó un motor de secuencias de comandos similar a un juego de consola que permitía el diseño de sustos visuales y de audio. Se utilizaron secuencias de comandos de teletransportación y cambio de activos para ayudar a diseñar las secuencias de alucinaciones. El principal desafío para el equipo fueron las limitaciones técnicas de la plataforma, ya que todo se creó para el juego utilizando el arte conceptual como referencia en lugar de trasladar los activos existentes de la consola. También pasaron por múltiples iteraciones del diseño de control basado en pantalla táctil, encontrando un equilibrio entre que las personas pudieran controlar al personaje cómodamente y el diseño de interfaz de usuario diegético mínimo de la serie Dead Space. Optimizar el juego para que funcionara en dispositivos móviles más antiguos fue una parte importante de la producción y, en última instancia, no necesitó ningún corte.
El juego móvil se anunció en octubre de 2010. La versión de iOS fue lanzada por primera vez el 25 de enero de 2011 por Electronic Arts. Se actualizó en mayo con una nueva arma, selección de capítulo, un modo de supervivencia y un nuevo nivel de dificultad. Se lanzaron versiones ajustadas para dispositivos Xperia Play y BlackBerry, utilizando la versión de iOS. La versión de Android se lanzó en diciembre de 2011. También se anunció para Windows Phone 8 como parte de un acuerdo con Nokia por el que varios juegos de EA se lanzaron exclusivamente en los teléfonos con Windows de la marca Nokia. Electronic Arts eliminó silenciosamente la versión de iOS de la App Store junto con una serie de otros títulos móviles de su biblioteca. La versión de Android se eliminó entre enero y marzo de 2016.

## Recepción
Tras su lanzamiento, Dead Space recibió críticas muy positivas.  La versión de iOS tiene puntajes agregados de 88 sobre 100 en Metacritic según 22 reseñas, El juego ganó al "Mejor juego móvil" (2011) en los Meffy Awards y "Juego del año para iPad" (2011) en App Store Rewind.
Las reseñas enfatizaron hasta qué punto el título reprodujo la apariencia de la serie "Dead Space" dentro de las limitaciones de un dispositivo móvil con pantalla táctil, al mismo tiempo que elogiaron el hecho de que el juego era una nueva historia, no simplemente una versión del juego.  juego original Dead Space.
Andrew Nesvadba de AppSpy quedó muy impresionado, obtuvo una puntuación de 5 sobre 5 y escribió: "Dead Space es una experiencia escalofriante que va mucho más allá de las expectativas normales de los juegos móviles". Brad Nicholson de TouchArcade también lo calificó con 5 de 5. Criticó los controles y el sistema de combate, pero concluyó que "Dead Space vale la pena descargarlo" basado únicamente en sus valores de producción. El equipo ha creado con éxito un título muy, muy oscuro reforzado por una atmósfera rica que rezuma todo lo que quieres de un juego de terror sólido". Matt Dunn de TouchGen también lo calificó con 5 de 5. Fue un poco crítico con los controles, pero comentó que "literalmente, el único aspecto negativo del juego implica cierta imprecisión en los controles".  Elogió el diseño de sonido y los gráficos y concluyó que "Dead Space es el mejor juego de acción que he jugado en un dispositivo iOS. Es la primera vez que siento que una versión móvil de un juego ha tenido tanto mucho amor de los desarrolladores puesto en él como su contraparte de consola. Hemos visto puertos decentes y buenas contrapartes móviles para juegos de consola, pero nunca un juego que se vea y se sienta tan cerca del original [...] Esto no es efectivo  agarrar o un puerto barato, esta es una nueva experiencia de Dead Space".
Blake Grundman de 148Apps quedó igualmente impresionado, puntuando el juego con 4.5 de 5 y escribiendo "es asombroso imaginar que una experiencia tan grande pueda estar contenida dentro de las limitaciones del iPhone, pero no solo  si tiene éxito, establece un punto de referencia que podría ser casi imposible de igualar en el corto plazo”, y se refirió al esquema de control como “sorprendentemente bien construido”.  Concluyó: "Decir que Dead Space es uno de los mejores juegos que hemos visto en 2011 no le hace justicia. Esta es una de las experiencias más inmersivas disponibles en la plataforma. Te lo debes a ti mismo".  descubrir que un juego de iOS puede, de hecho, hacerte temblar de miedo y querer saltar de tu piel. No es simplemente un juego, es una experiencia en la que todos los jugadores de iOS deberían participar".
Levi Buchanan de IGN, puntuando el juego 8.5 de 10, hizo un comentario similar; "Dead Space no es una experiencia improvisada y calzada: es un capítulo real en la franquicia de Dead Space que encaja perfectamente con los juegos de consola, aunque toma un rumbo ligeramente diferente por parte de los desarrolladores" - enfatizando los saltos de choque y acostándose en escena de acción tras escena de acción. Pero eso solo significa que EA entiende las diferencias (y, sí, las limitaciones) de los iDevices. Dead Space tiene buenos controles, excelentes imágenes, y una historia divertida. Puede que se repita demasiado, pero el viaje empapado de sangre nunca se siente hinchado".
Jim Sterling de Destructoid calificó el juego con 8 de 10. Aunque criticó un poco los controles, quedó impresionado con la experiencia genuina de "Dead Space". Ofrecido; "Dead Space para los iDevices no es un mero ingreso en efectivo. En lugar de ir por el camino fácil con un disparador sobre raíles o una selección de minijuegos banales, Electronic Arts y IronMonkey Studios  en su lugar, han optado por incluir una experiencia genuina de Dead Space en tercera persona en su iPhone. Lo extraño es que más o menos "funciona" [...] realmente es impresionante lo auténtico que es un Dead Space. La experiencia de Space ha sido diseñada, y el alto calibre general del juego podría al menos justificar un port de XBLA/PSN". Kritan Reed de Eurogamer también calificó el juego con un 8 de 10 y escribió: "Este nuevo Dead Space es sorprendentemente fiel a las versiones completas en todos los sentidos. Antes de que retroceda horrorizado ante la idea de otro intento fallido de acción y aventuras con dos mandos en la pantalla táctil, Dead Space es mucho más entretenido de lo que tiene derecho a ser la firma visual de los originales de Visceral con una eficiencia impresionante, pero logra traducir fielmente la jugabilidad". Tracy Erickson de Pocket Gamer también obtuvo una puntuación de 8 sobre 10, lo que le otorgó un "Premio de plata".  Criticó los controles, pero concluyó que "su presentación, niveles bien construidos y situaciones de combate tensas son suficientes para ayudarlo, incluso si los controles no lo hacen".